# SJ Z 31
Die SJ Z 31 war die erste schwedische Elektrolokomotive, die auf der Bahnstrecke Luleå–Narvik zum Einsatz kam.

## Geschichte
Die Z 31 wurde 1909 als Baunummer 21 von ASEA-Sigurdverkstaden in Västerås gebaut, um Versuche auf den ersten elektrifizierten Strecken in Schweden durchzuführen. Sie hat ein Triebdrehgestell sowie ein Laufdrehgestell, das als Modell 07 für Personenwagen verwendet wurde. Beim Antriebsdrehgestell betrug der Radstand 3.000 mm, beim Laufdrehgestell nur 2.400 mm.
Bis 1914 wurde sie als Versuchslok Nr. 3 geführt. Am 16. September 1914 wurde sie von Statens Järnvägar gekauft, nachdem sie für das Stromsystem der Erzbahn umgebaut wurde. Sie bekam die Baureihenbezeichnung Z 31. Die Lok kam nach Kiruna, um auf der Erzbahn Versuchsfahrten durchzuführen. Der planmäßige elektrische Betrieb auf dem Streckenabschnitt zwischen Kiruna und Riksgränsen wurde 1915 aufgenommen. Bei der Ablieferung hatte sie einen einfachen Stromabnehmer. In den 1920er Jahren erhielt sie zwei neue Scherenstromabnehmer.
Die Lok hatte ab Werk einen blauen Anstrich mit schwarzen Dekorlinien. Beim Verkauf an SJ wurde der Anstrich in grau ausgeführt, die schwarzen Dekorlinien blieben. Im Mai 1970 erhielt die Lok das blaue Farbschema wieder.
Bei einem Zusammenstoß mit einem mit Dynamit beladenen Lastwagen am 11. November 1930 wurde sie nur leicht beschädigt.
Die Lok wurde 1938 abgestellt, 1940 an Sveriges Järnvägsmuseum übergeben und in Tomteboda hinterstellt. 1983 wurde die Lok im Tekniska museet in Stockholm ausgestellt, 2004 kam sie in die Ausstellung des Sveriges Järnvägsmuseum nach Gävle. Seit Mai 2009 befindet sich die Lok im Norrbottens Järnvägsmuseum in Luleå.